# Michele Prospero
Michele Prospero (Pescosolido, 24 settembre 1959) è un filosofo italiano.

## Biografia
Si è laureato in Filosofia all'Università La Sapienza di Roma, discutendo una tesi sul giurista Hans Kelsen. È professore ordinario di filosofia del diritto presso la Facoltà di scienza politica, sociologia e scienze della comunicazione della Sapienza. Autore di numerosi saggi, collabora con diverse riviste scientifiche e quotidiani, tra i quali soprattutto l'Unità.
I suoi interessi sono principalmente rivolti al sistema istituzionale italiano e al pensiero politico della sinistra.
Michele Prospero, inoltre, svolge attività di editorialista: le posizioni da lui espresse come analista politico sono state aspramente criticate dal giornalista Marco Travaglio, che lo ha accusato di "pagnottismo". Tra i punti di dissenso, vi è la posizione critica assunta da Prospero nei confronti della democrazia diretta, e nei confronti della fiducia riposta da Marco Travaglio, e dal Movimento 5 Stelle di Beppe Grillo, nella intrinseca infallibilità del giudizio espresso dagli elettori e del popolo della Rete.

## Opere
- La politica postclassica, 1986.
- Il nuovo inizio, 1990.
- Nostalgia della grande politica, 1990.
- La democrazia mediata, 1993.
- Sistemi politici e storia, 1995.
- Il pensiero politico della destra, Newton Compton, 1996.
- I sistemi politici europei, Newton Compton, 1996.
- Politica e vita buona, Euroma la Goliardica, 1996.
- Sinistra e cambiamento istituzionale, 1997.
- Storia delle istituzioni in Italia, Editori Riuniti, 1999.
- Il fallimento del maggioritario, 2001
- La politica moderna. Teorie e profili istituzionali, Carocci, 2002.
- Lo Stato in appalto. Berlusconi e la privatizzazione del Politico, Manni Editori, 2003.
- Politica e società globale, Laterza, 2004.
- L'equivoco riformista, Manni Editori, 2005.
- Alle origini del laico, FrancoAngeli, 2006.
- La costituzione tra populismo e leaderismo, FrancoAngeli, 2007.
- Filosofia del diritto di proprietà, FrancoAngeli, 2008.
- Perché la sinistra ha perso le elezioni, a cura di Michele Prospero e Mario Morcellini, Ediesse, 2009.
- Il comico della politica, nichilismo e aziendalismo nella comunicazione di Silvio Berlusconi, Ediesse, 2010.
- Il libro nero della società civile, 2013.
- Il nuovismo realizzato, Bordeaux edizioni, 2015.
- La scienza politica di Gramsci, Bordeaux edizioni, 2016.